# María Gabriela de Faría

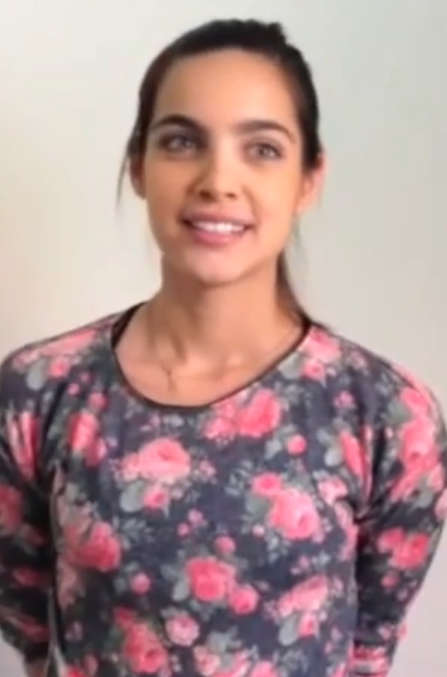
María Gabriela de Faría (2017)

María Gabriela de Faría (* 11. September 1992 in Caracas) ist eine venezolanische Schauspielerin. Sie wurde bekannt durch ihre Rolle als Isabela „Isa“ Pasquali in den Serien Isa TKM und Isa TK+.

## Karriere
De Faría spielte vor ihrem Durchbruch mit der Serie Isa TKM bereits in einigen Filmen und Serien mit. Durch ihre Rolle als Isabela „Isa“ Pasquali gelang ihr in Lateinamerika ein Erfolg, an den mit einer ausverkauften Livetournee angeknüpft wurde.

## Privates
De Faría war in einer Beziehung mit dem Schauspieler Eugenio Keller. Anschließend war sie bis August 2013 mit dem Schauspieler Reinaldo Zavarce zusammen. 2020 heiratete sie ihren Kollegen aus der Serie La Virgen de la Calle, Christian McGaffney.

## Filmografie
- 2002: Trapos íntimos
- 2003: La señora de Cárdenas
- 2005: Ser bonita no basta
- 2006: Túkiti, crecí de una
- 2007: Toda una dama
- 2008: Isa TKM
- 2009: Isa TK+
- 2011–2013: Grachi
- 2012: El paseo 2
- 2014: La Virgen de la Calle
- 2015: Yo soy Franky
- 2017: Vikki RPM
- 2018: Sitiados
- 2018: Plan V
- 2018–2019: Deadly Class (Fernsehserie, 10 Folgen)
- 2019–2021: Weihnachten bei den Moodys (The Moodys, Fernsehserie, 14 Folgen)
- 2021: R#J
- 2021: The Exorcism of God
- 2025: Superman